# Tram Nguyen

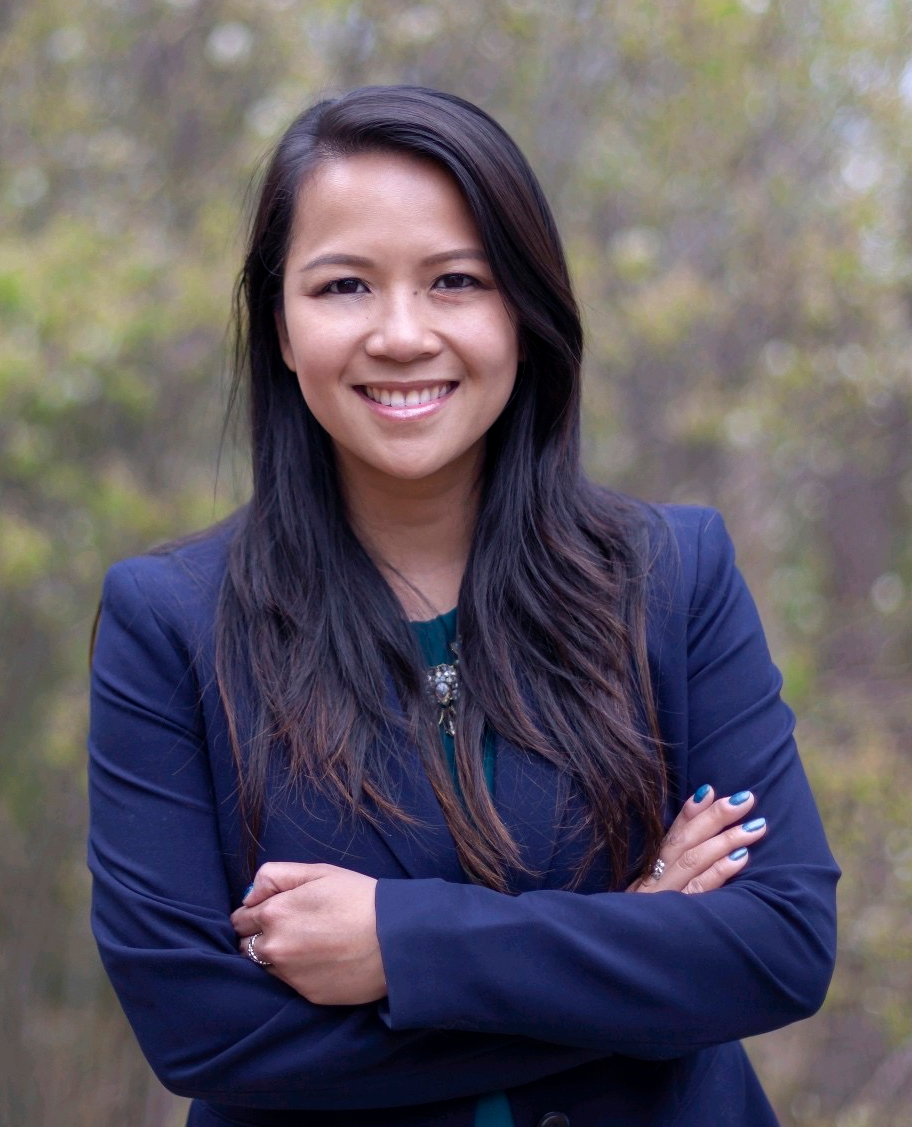
Tram Nguyen (2020)

Tram Nguyen (* 22. Juni 1986 in Vietnam) ist eine US-amerikanische Politikerin, die als Mitglied des Repräsentantenhauses von Massachusetts den 18. Distrikt vertritt, dazu zählen die Städte Andover, Boxford, North Andover und Tewksbury. Nguyen ist Mitglied im House Committee on Personnel and Administration, im Joint Committee on Housing, im Joint Committee on Mental Health, Substance Use and Recovery und im Joint Committee on Municipalities and Regional Government.

## Biografie
Nguyen wurde in Vietnam geboren und wanderte mit ihrer Familie als politischer Flüchtling in die Vereinigten Staaten ein, als sie 5 Jahre alt war. Sie ist im Merrimack Valley aufgewachsen und wohnt in Andover. Nguyen machte ihren Abschluss an der Methuen High School und schrieb sich an der Tufts University als Studentin ein.  Ihr Engagement bei Jumpstart führte zu der Erkenntnis, dass sie weiterhin Familien helfen wollte und es aber vorzog Veränderungen durch Politik und nicht durch Medizin zu bewirken. Nguyen erwarb einen Abschluss in Soziologie und Amerikanistik an der Tufts University und anschließend ihren Juris Doctor an der Northeastern University. Bevor sie als erste vietnamesisch-amerikanische Frau in die Legislative von Massachusetts gewählt wurde, war Nguyen als Anwältin bei Greater Boston Legal Services tätig, wo sie Überlebende von häuslicher Gewalt, Senioren, Veteranen, Menschen mit Behinderungen, Geringverdiener und andere aus gefährdeten Gemeinschaften vertrat.